# Avertano de Lucca
Avertano de Lucca (Limoges, 1320 - Lucca, 1380) fue un religioso y peregrino francés, miembro de la Orden Carmelita. Es considerado beato en la Iglesia católica, y su memoria se celebra el 25 de febrero.

## Hagiografía
Avertano nació en Limoges, aproximadamente en el 1320 en una familia humilde. Limoges era un pueblo francés que pasó a ser controlado por los ingleses, cuando Leonor de Aquitania contrajo nupicas con Enrique II de Inglaterra, el 18 de mayo de 1152.
En 1335, a los 15 años decidió consagrar su vida e ingresar a la vida monacal. Sin embargo, se cuenta que ante su indecisión por no saber a que orden ingresar, un ángel se le apareció en sueños, y le pidió que ingresara a la orden carmelita Allí se hizo hermano lego, previo permiso de sus padres.
Oficio como limosnero y enfermero en la orden. Obtuvo gran fama en la comunidad por su devoción y su ayuda a las personas vecinas al convento, además de que practicaba constantemente el ayuno y la oración.
En 1379, decidió ir de peregrinación a Roma, donde se le atribuyen varios prodigios. Se cuenta que salió de peregrinción, acompañado de otro religioso de su orden, más joven que élː Romeo de Lucca, saliendo del monasterio donde vivían el 1 de noviembre, y con la intención de visitar algunas reliquias de santos reconocidos.
Los religiosos tuvieron algunos problemas para completar su peregrinación, pues llegaron a Lucca, en el mes de febrero de 1280, pues había una peste que no les permitió avanzar hasta Roma. Además, cruzando los Alpes, Avertano enfermó por el clima extremo y su avanzada edad. Allí pasarían sus últimos días, ayudando a los enfermos.
Avertano murió el 25 de febrero en Lucca, y fue enterrado en la Iglesia de San Pedro Somaldi.